# 郎韋朋
郎韋朋（越南语：／，1862年—1931年），又名郎文朋（越南语：／），泰族人，越南阮朝官員，曾任襄阳土知府。

## 生平
郎韋朋（阮朝文件作郎文朋）生於嗣德十五年（1862年）。
據他的後人介紹，郎韋朋因爲擊賊有功，被朝廷封爲襄陽土知府。1921年，郎韋朋申請致仕獲朝廷批准，土知府一職由其族兄接任，後於保大十年（1934年），郎韋能接任襄陽土知府一職。
保大六年（1931年）十月初八逝世。

## 家庭
- 子郎韋能